# Vicenza Calcio 2009-2010
Questa pagina raccoglie i dati riguardanti il Vicenza Calcio nelle competizioni ufficiali della stagione 2009-2010.

## Stagione
Nella stagione 2009-2010 il Vicenza ha disputato il ventinovesimo campionato di Serie B della sua storia. Al termine della stagione la squadra si è classificata al quattordicesimo posto.
La società punta come obiettivo di portare la squadra a disputare i Play-off per la promozione in serie A. Per questo il club si trova nelle condizioni di dover assumere un nuovo allenatore, vista la scelta di Angelo Gregucci di passare all'Atalanta. La scelta del suo sostituto cade su Rolando Maran che bene ha fatto a Trieste. Inizialmente il Vicenza sembra partire con il piede giusto, con molti pareggi e diverse vittorie esterne di prestigio: Reggina, Brescia, Crotone e Padova, e da qualche scivolone, poi arrivano tre sconfitte consecutive nel mese di marzo e la società esonera l'allenatore Rolando Maran e chiama alla guida della squadra Nedo Sonetti. Il navigato allenatore toscano viene però esonerato dopo sole tre gare, una sconfitta (4-0) a Grosseto e due pareggi interni acciuffati per i capelli, in favore del rientrante Rolando Maran, che traghetta la squadra fino al termine del campionato, raggiungendo però la salvezza certa, solo all'ultima giornata, grazie alla vittoria (1-0) contro la già retrocessa Salernitana.
Nella Coppa Italia la squadra viene eliminata al secondo turno dalla Cremonese, da cui viene sconfitta in casa col punteggio di (1-2).

## Divise e sponsor
Lo sponsor ufficiale è Fiamm, mentre lo sponsor tecnico è Max Sport, entrambi nuovi.

## Rosa
| N. |                     | Ruolo | Calciatore           |
| -- | ------------------- | ----- | -------------------- |
| 1  | Italia (bandiera)   | P     | Alberto Frison       |
| 1  | Italia (bandiera)   | P     | Danilo Russo         |
| 3  | Paraguay (bandiera) | D     | Ronald Huth          |
| 4  | Italia (bandiera)   | D     | Marco Zanchi         |
| 5  | Italia (bandiera)   | D     | Valerio Di Cesare    |
| 6  | Italia (bandiera)   | D     | Michelangelo Minieri |
| 7  | Italia (bandiera)   | C     | Nicola Rigoni        |
| 8  | Italia (bandiera)   | C     | Antonino Bernardini  |
| 8  | Italia (bandiera)   | C     | Nicola Madonna       |
| 9  | Francia (bandiera)  | A     | Alexis Carra         |
| 10 | Italia (bandiera)   | A     | Alessandro Sgrigna   |
| 11 | Croazia (bandiera)  | A     | Saša Bjelanović      |
| 13 | Italia (bandiera)   | D     | Nicolas Giani        |
| 14 | Italia (bandiera)   | P     | Marco Fortin         |
| 15 | Paraguay (bandiera) | C     | Cirilo Mora          |
| 16 | Italia (bandiera)   | C     | Edoardo Braiati      |
| 17 | Italia (bandiera)   | D     | Antonio Giosa        |
| 18 | Italia (bandiera)   | C     | Matteo Serafini      |
| 18 | Italia (bandiera)   | C     | Gabriele Paonessa    |
| 19 | Italia (bandiera)   | D     | Daniele Martinelli   |
| 20 | Italia (bandiera)   | A     | Gianluca Litteri     |

| N. |                      | Ruolo | Calciatore               |
| -- | -------------------- | ----- | ------------------------ |
| 21 | Italia (bandiera)    | A     | Niko Bianconi            |
| 22 | Italia (bandiera)    | C     | Filippo Forò             |
| 22 | Italia (bandiera)    | C     | Luca Di Matteo           |
| 24 | Italia (bandiera)    | C     | Alessio Sestu            |
| 25 | Brasile (bandiera)   | D     | Felipe Henrique Da Silva |
| 27 | Brasile (bandiera)   | C     | Fabiano                  |
| 28 | Italia (bandiera)    | D     | Davide Brivio            |
| 29 | Venezuela (bandiera) | A     | Massimo Margiotta        |
| 30 | Italia (bandiera)    | A     | Mattia Minesso           |
| 44 | Italia (bandiera)    | C     | Giampietro Perrulli      |
| 44 | Italia (bandiera)    | C     | Fabio Gatti              |
| 66 | Italia (bandiera)    | C     | Orlando Urbano           |
| 72 | Italia (bandiera)    | P     | Cristian Cicioni         |
| 77 | Italia (bandiera)    | C     | Stefano Botta            |
| 79 | Italia (bandiera)    | C     | Davide Gavazzi           |
| 81 | Italia (bandiera)    | C     | Giovanni Passiglia       |
| 81 | Italia (bandiera)    | D     | Michele Ferri            |
| 87 | Italia (bandiera)    | C     | Giacomo Tulli            |
| 88 | Italia (bandiera)    | C     | Francesco Signori        |
| 90 | Italia (bandiera)    | A     | Gianvito Misuraca        |
| 99 | Messico (bandiera)   | P     | José Rocchi              |

## Risultati

### Serie B

#### Andata
| Arbitro: | Guida (Torre Annunziata) |

|                                 |           |                                   |
| Cellini 5’ (rig.) Cristiano 52’ | Marcatori | 20’ (rig.) Sgrigna 77’ Martinelli |

| Arbitro: | Ciampi (Roma 1) |

|             |           |             |
| Sgrigna 31’ | Marcatori | 50’ Masucci |

| Arbitro: | Calvarese (Teramo) |

|  |           |                            |
|  | Marcatori | 44’ Sgrigna 71’ Bjelanović |

| Arbitro: | Tozzi (Ostia Lido) |

|                            |           |                                 |
| Bjelanović 10’ Sgrigna 57’ | Marcatori | 27’ Antenucci 88’ (rig.) Lupoli |

| Arbitro: | Doveri (Roma 1) |

|                         |           |                         |
| Paonessa 79’ Brivio 82’ | Marcatori | 25’ Sosa 55’ Di Gennaro |

| Arbitro: | Pinzani (Empoli) |

|                         |           |           |
| Iunco 64’ Ardemagni 88’ | Marcatori | 48’ Botta |

| Vicenza 26 settembre 2009 7ª giornata | Vicenza                | 0 – 0 | Triestina | Stadio Romeo Menti\| Arbitro: \| Gallione (Alessandria) \| |
| Arbitro:                              | Gallione (Alessandria) |       |           |                                                            |

| Arbitro: | Tagliavento (Terni) |

|  |           |             |
|  | Marcatori | 52’ Sgrigna |

| Vicenza 11 ottobre 2009 9ª giornata | Vicenza                           | 0 – 0 | Cesena | Stadio Romeo Menti\| Arbitro: \| Candussio (Cervignano del Friuli) \| |
| Arbitro:                            | Candussio (Cervignano del Friuli) |       |        |                                                                       |

| Arbitro: | Doveri (Roma) |

|                      |           |                       |
| Di Cesare 80’ (rig.) | Marcatori | 22’ Sgrigna 86’ Botta |

| Arbitro: | Mazzoleni (Bergamo) |

|             |           |                 |
| Gavazzi 58’ | Marcatori | 90+1’ Locatelli |

| Arbitro: | Nasca (Bari) |

|               |           |  |
| Tamburini 28’ | Marcatori |  |

| Vicenza 7 novembre 2009 13ª giornata | Vicenza                  | 0 – 0 | Grosseto | Stadio Romeo Menti\| Arbitro: \| Guida (Torre Annunziata) \| |
| Arbitro:                             | Guida (Torre Annunziata) |       |          |                                                              |

| Arbitro: | Ciampi (Roma) |

|                                 |           |  |
| Mastronunzio 24’ Miramontes 25’ | Marcatori |  |

| Arbitro: | Pierpaoli (Firenze) |

|                            |           |  |
| Bjelanovic 31’ Gavazzi 78’ | Marcatori |  |

| Arbitro: | Saccani (Mantova) |

|              |           |                            |
| Trevisan 12’ | Marcatori | 11’ Sestu 45+4’ Bjelanovic |

| Vicenza 5 dicembre 2009 17ª giornata | Vicenza            | 0 – 0 | Piacenza | Stadio Romeo Menti\| Arbitro: \| Tozzi (Ostia Lido) \| |
| Arbitro:                             | Tozzi (Ostia Lido) |       |          |                                                        |

| Arbitro: | Doveri (Roma) |

|                 |           |  |
| Eder 83’ (rig.) | Marcatori |  |

| Arbitro: | Brighi (Cesena) |

|             |           |  |
| Sgrigna 79’ | Marcatori |  |

| Arbitro: | Valeri (Roma) |

|           |           |  |
| Munari 2’ | Marcatori |  |

| Vicenza 9 gennaio 2010 21ª giornata | Vicenza              | 0 – 0 | Salernitana | Stadio Romeo Menti\| Arbitro: \| N. Stefanini (Prato) \| |
| Arbitro:                            | N. Stefanini (Prato) |       |             |                                                          |

#### Ritorno
| Arbitro: | Velotto (Grosseto) |

|             |           |                      |
| Sgrigna 25’ | Marcatori | 44’ Perico 55’ Laner |

| Arbitro: | Banti (Livorno) |

|                           |           |                    |
| Noselli 54’ Martnetti 69’ | Marcatori | 87’ (rig.) Sgrigna |

| Arbitro: | Tozzi (Ostia Lido) |

|                                       |           |             |
| Di Cesare 30’ Litteri 32’ Sgrigna 72’ | Marcatori | 63’ Brienza |

| Arbitro: | Gallione (Alessandria) |

|                      |           |             |
| Antenucci 82’ (rig.) | Marcatori | 37’ Gavazzi |

| Arbitro: | Pinzani (Empoli) |

|  |           |                                                  |
|  | Marcatori | 3’, 31’ Madonna 11’, 56’ Bjelanovic 45’ Paonessa |

| Arbitro: | Giancola (Vasto) |

|  |           |                               |
|  | Marcatori | 59’ (rig.) Pesoli 90+5’ Iunco |

| Trieste 6 marzo 2010 28ª giornata | Triestina          | 0 – 0 | Vicenza | Stadio Nereo Rocco\| Arbitro: \| Calvarese (Teramo) \| |
| Arbitro:                          | Calvarese (Teramo) |       |         |                                                        |

| Arbitro: | Rocchi (Firenze) |

|                |           |  |
| Martinelli 14’ | Marcatori |  |

| Arbitro: | Baracani (Firenze) |

|                             |           |          |
| Malonga 14’, 25’ Djuric 72’ | Marcatori | 6’ Gatti |

| Arbitro: | Gallione (Alessandria) |

|  |           |                     |
|  | Marcatori | 42’ Cutolo 83’ Zito |

| Arbitro: | Giannoccaro (Lecce) |

|            |           |  |
| Tarana 38’ | Marcatori |  |

| Arbitro: | Tozzi (Ostia Lido) |

|                 |           |               |
| Margiotta 90+1’ | Marcatori | 10’ Tamburini |

| Arbitro: | Calvarese (Teramo) |

|                                                                 |           |  |
| Carobbio 3’ M. Esposito 51’ Pichlmann 76’ (rig.) Alfageme 90+4’ | Marcatori |  |

| Arbitro: | Candussio (Cervignano del Friuli) |

|                              |           |                   |
| Bjelanovic 55’ Margiotta 65’ | Marcatori | 26’, 43’ Colacone |

| Arbitro: | De Marco (Chiavari) |

|  |           |             |
|  | Marcatori | 77’ Sgrigna |

| Vicenza 24 aprile 2010 37ª giornata | Vicenza             | 0 – 0 | Padova | Stadio Romeo Menti\| Arbitro: \| Giannoccaro (Lecce) \| |
| Arbitro:                            | Giannoccaro (Lecce) |       |        |                                                         |

| Arbitro: | Gallione (Alessandria) |

|                 |           |           |
| Moscardelli 35’ | Marcatori | 48’ Botta |

| Arbitro: | Calvarese (Teramo) |

|                                   |           |          |
| Bjelanovic 18’ Sgrigna 71’ (rig.) | Marcatori | 27’ Eder |

| Arbitro: | Damato (Barletta) |

|         |           |  |
| Pià 14’ | Marcatori |  |

| Vicenza 23 maggio 2010 41ª giornata | Vicenza          | 0 – 0 | Lecce | Stadio Romeo Menti\| Arbitro: \| Rosetti (Torino) \| |
| Arbitro:                            | Rosetti (Torino) |       |       |                                                      |

| Arbitro: | Brighi (Cesena) |

|  |           |            |
|  | Marcatori | 9’ Gavazzi |

### Coppa Italia

#### Secondo Turno
| Arbitro: | Candussio (Cervignano del Friuli) |

|           |           |                           |
| Botta 75’ | Marcatori | 84’ Nizzetto 90+3’ Fietta |

## Statistiche

### Statistiche di squadra
| Competizione | Punti | In casa | In casa | In casa | In casa | In casa | In casa | In trasferta | In trasferta | In trasferta | In trasferta | In trasferta | In trasferta | Totale | Totale | Totale | Totale | Totale | Totale | DR |
| Competizione | Punti | G       | V       | N       | P       | Gf      | Gs      | G            | V            | N            | P            | Gf           | Gs           | G      | V      | N      | P      | Gf     | Gs     | DR |
| ------------ | ----- | ------- | ------- | ------- | ------- | ------- | ------- | ------------ | ------------ | ------------ | ------------ | ------------ | ------------ | ------ | ------ | ------ | ------ | ------ | ------ | -- |
| Serie B      | 53    | 21      | 5       | 13      | 3       | 19      | 17      | 21           | 7            | 4            | 10           | 21           | 24           | 42     | 12     | 17     | 13     | 40     | 41     | -1 |
| Coppa Italia | -     | 1       | 0       | 0       | 1       | 1       | 2       | -            | -            | -            | -            | -            | -            | 1      | 0      | 0      | 1      | 1      | 2      | -1 |
| Totale       | -     | 22      | 5       | 13      | 4       | 20      | 19      | 21           | 7            | 4            | 10           | 21           | 24           | 43     | 12     | 17     | 14     | 41     | 43     | -2 |